# Księstwo Megrelii
Księstwo Megrelii – autonomiczne księstwo gruzińskie (samtawro) ze stolicą w Zugdidi powstałe w 1557 i wcielone do Imperium Rosyjskiego w 1867.
W XV w., na skutek głębokiego kryzysu wewnętrznego, Królestwo Gruzji rozpadło się na trzy odrębne królestwa rządzone przez różne gałęzie dynastii Bagratydów: Królestwo Kartlii i Królestwo Kachetii na wschodnie oraz Królestwo Imeretii w części zachodniej. Przyczyną tego stanu rzeczy były najazdy zewnętrzne (walka Złotej Ordy i Tamerlana o kontrolę nad Zakaukaziem), jak również ambicje gruzińskich feudałów dążących do jak największej samodzielności. 

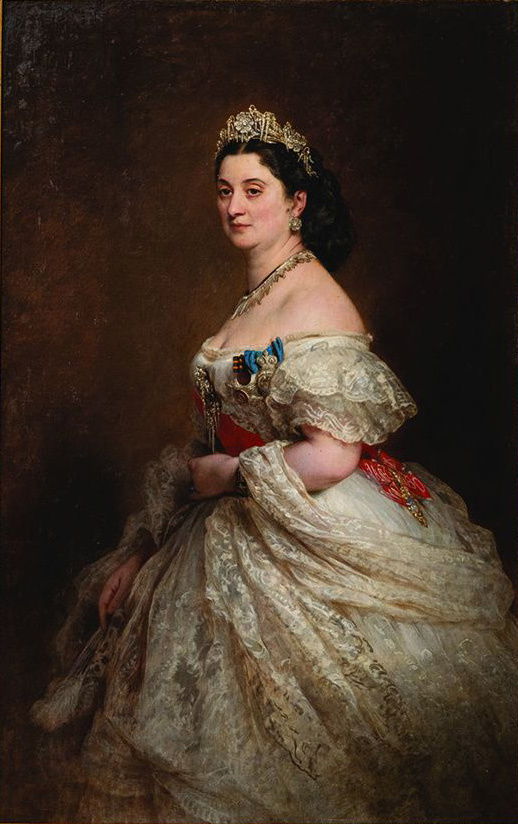
Ekaterine Chavchavadze, księżniczka Mingrelii

Królestwo Imeretii, początkowo względnie silne i stabilne wewnętrznie, w latach 40. XVI w. straciło dawną pozycję. W rezultacie wyodrębniły się z niego państwa Abchazji, Megrelii, a następnie także Gurii i Swanetii. Pierwszym faktycznie samodzielnym władcą Megrelii (mtawari) był Lewan I.
Książęta Megrelii, podobnie jak królowie Imeretii, byli lennikami tureckimi i byli zależni od Imperium Osmańskiego. Dynastią panującą w państwie był ród Dadiani.
W 1801 książę Grzegorz Dadiani, nie chcąc uznać zwierzchności króla Imeretii Solomona II, podpisał akt uznania protektoratu rosyjskiego. Dynastia Dadiani miała zachować prawo do prowadzenia samodzielnej polityki wewnętrznej, podczas gdy sprawy obronności kraju przekazano oficerom rosyjskim. Księstwo Megrelii zachowało taki status do 1867, gdy zostało włączone do Imperium Rosyjskiego.